# 鲁斯蒂谦
比薩的魯斯蒂謙（義大利語：Rustichello da Pisa），又名魯斯蒂謙（義大利語：Rusticiano），是一名義大利浪漫主義作家。他最著名的作品是與馬可·波羅合寫其自傳《馬可波羅遊記》，當時他們一起被關在熱那亞的監獄裡。此前，他還寫過《亞瑟王羅曼史》（Roman de Roi Artus），又名《彙編》（Compilation），這是義大利作家創作的已知最早的亞瑟王作品。

## 生平
魯斯蒂謙是比薩人。他的第一部作品是法語版的《亞瑟王羅曼史》，簡稱《彙編》，似乎源自於1270年至1274年英國的愛德華一世在第八次十字軍東征途中經過義大利時所持有的一本書。這本書雖然是用法語寫成，但卻是已知的第一部由義大利作家創作的關於亞瑟王傳說的浪漫主義作品。《彙編》中包含《帕拉米迪斯》的插文、關於亞瑟的撒拉森騎士帕拉米迪斯的散文描述以及圓桌史。這部作品後來被分為兩部，分別以主角梅里奧達斯（崔斯坦的父親）和吉隆·勒·庫爾圖瓦的名字命名。這兩部作品流行了數百年，影響後來許多法語、西班牙語、義大利語甚至希臘語的作品。
魯斯蒂謙可能是在1284年的梅洛里亞海戰中被熱那亞人俘虜的，當時熱那亞共和國和比薩共和國正在發生衝突。1298年左右，馬可·波羅可能是在熱那亞和威尼斯之間的衝突（傳統說法是科爾丘拉戰役）之後被囚禁，他將自己的旅行故事告訴魯斯蒂謙，之後兩人共同創作《馬可波羅遊記》一書。

## 備註
1. 1 2 3  Hoffman, "Rusticiano  Pisa", p. 392.
2. ↑  Lacy, "Palamedes", p. 352.
3. ↑  The Travels of Marco Polo, p. 16.

## 外部連結
- 鲁斯蒂谦的作品  - 古騰堡計劃
- 互联网档案馆中鲁斯蒂谦的作品或与之相关的作品
- 來自鲁斯蒂谦的LibriVox公共領域有聲讀物